# Wheelwright (Kentucky)
Wheelwright is een plaats (city) in de Amerikaanse staat Kentucky, en valt bestuurlijk gezien onder Floyd County.

## Demografie
Bij de volkstelling in 2000 werd het aantal inwoners vastgesteld op 1042.
In 2006 is het aantal inwoners door het United States Census Bureau geschat op 1032, een daling van 10 (-1,0%).

## Geografie
Volgens het United States Census Bureau beslaat de plaats een oppervlakte van
4,5 km², geheel bestaande uit land. Wheelwright ligt op ongeveer 362 m boven zeeniveau.

## Plaatsen in de nabije omgeving
De onderstaande figuur toont nabijgelegen plaatsen in een straal van 20 km rond Wheelwright.